# Rafael Barone
Rafael Vicente Barone (nacido Raffaele Vincenzo Barone; Vaccarizzo, Italia, 18 de octubre de 1866-Rosario, Argentina, 15 de diciembre de 1953) fue un pintor y profesor italiano radicado en Argentina. Su pintura estaba orientada al paisaje, el retrato y la arquitectura.

## Biografía
Nació en la ciudad de Vaccarizzo (cerca de Cosenza, Italia). Estudió en la Escuela Técnica de Cosenza. En 1865 estudia en el Instituto de Bellas Artes de Nápoles, teniendo de maestro al pintor Domenico Morelli (1826-1901). En 1877 realiza una exposición. Entre 1879 y 1875 estudió en la Academia de Bellas Artes de Florencia, teniendo de maestro a Carlos Manzini (1830-1910). Se traslada a Roma en 1883 y al año siguiente a Turín.
Casado con Ángela Candreva (1860-1948), llegó a Buenos Aires, Argentina, donde trabajó en obras de decoración y confección de planos y  otros proyectos de arquitectura. Posteriormente se traslada a Santa Fe, donde ejerció la docencia en el Colegio de la Inmaculada Concepción durante tres años sobre Dibujo natural, lineal y geométrico. Se radica en Rosario en 1881.

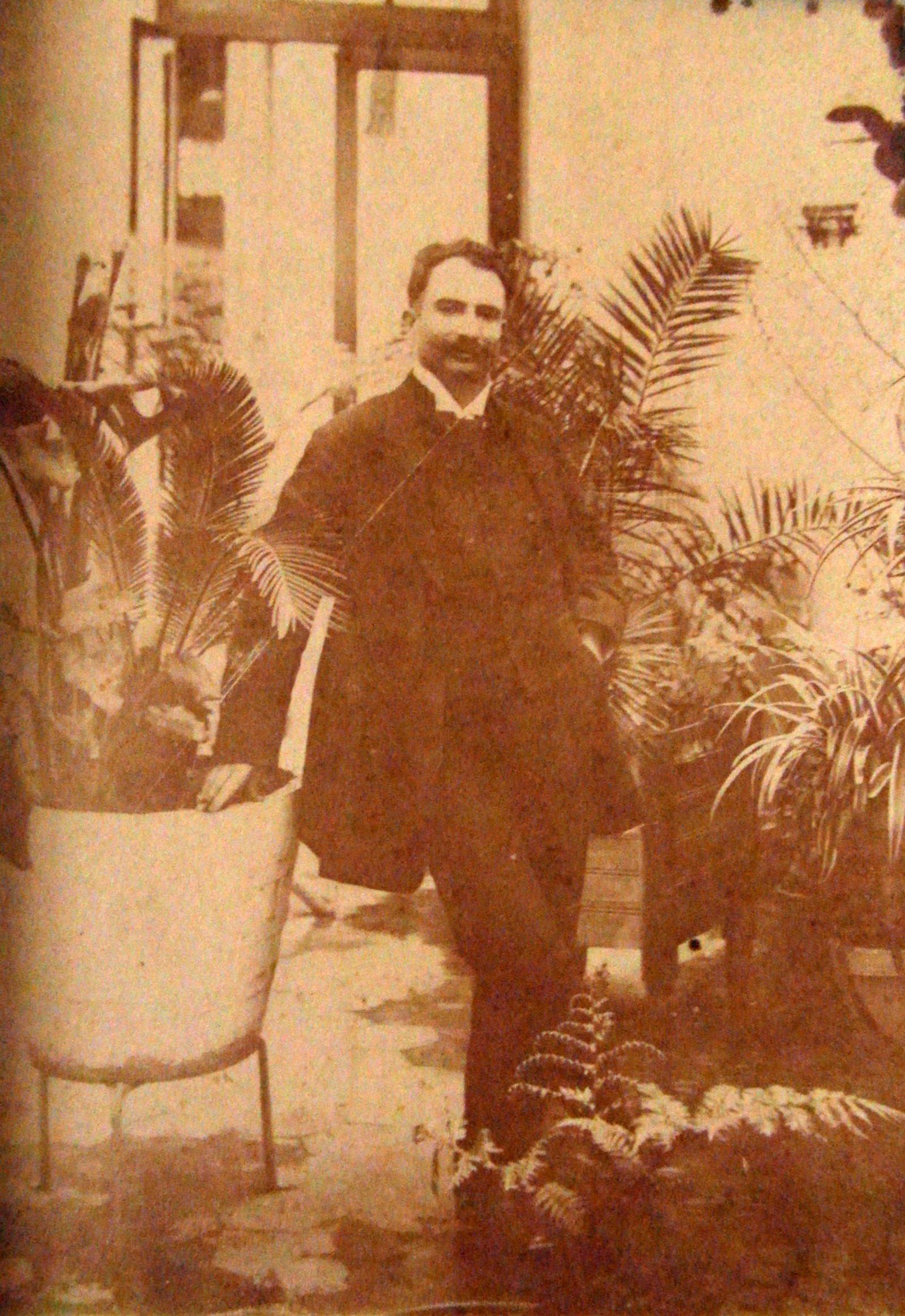
Fotografía de Rafael Barone.

Tuvo una academia artística en Rosario, en calle Laprida casi esquina Rioja. En 1891 compartió una academia junto al pintor Salvador Zaino (1858-1942). Fundó en 1919 del Círculo Artístico Rosario, institución que tenía el propósito de perfeccionar las escuelas y facilitar el estudio artístico. Ejerció como presidente y profesor de Pintura, acompañado por Vicente Masana como vice y Dante Verati secretario. Durante tres años fue profesor y dos años ejerció la dirección de la escuela que funcionaba en el Club Industrial. También fue director de la Academia Rosarina. Es nombrado profesor, del recién creado Colegio Normal. En 1913 es profesor de modelado en la Escuela Industrial Superior de la Nación, dirigida por Luis Laporte; en 1921 dictó Arquitectura, y al año siguiente Ciencias y Letras. Se jubiló en la docencia en 1945.
Murió el 15 de diciembre de 1953 en la ciudad de Rosario, a los 87 años.
En el año 1977, mediante el Decreto 4670, se le da el nombre Rafael Vicente Barone a una calle de la ciudad de Rosario.

## Obra y exposiciones
En 1888 expuso dos pinturas (“La bordadora en el lago” y “estudio de Cabeza de anciano”) en la Primera Exposición Provincial de Rosario, donde una de las secciones presentadas estaba relacionada al arte.
Barone pintó el telón de boca y la cúpula del Teatro Municipal Rafael de Aguiar de San Nicolás, Buenos Aires, inaugurado el 10 de agosto de 1908.
En septiembre de 1920 envió 11 retratos al óleo (serie de profesores de la Escuela Industrial de la Nación, luego formaron parte de la galería de retratos del colegio) y uno realizado al temple al 1er. Salón Anual de Arte, organizado por el Círculo Artístico de Rosario (del cual fue uno de los fundadores, ver más abajo).